# Тофилдиевые
Тофилдиевые, или Тофильдиевые (лат. Tofieldiaceae), — семейство однодольных растений порядка Частухоцветные (Alismatales), распространённое в умеренных областях Евразии, Северной и Южной Америки.
Это семейство было признано только недавно. Впервые оно было выделено в системе APG (1998), затем было включено в APG II (2003). Ранее все 5 родов рассматривались в составе семейства Мелантиевые (Melanthiaceae).

## Биологическое описание
Многолетние травянистые растения. Корневища короткие или ползучие. Стебли прямостоячие. Стеблевые листья слаборазвитые или отсутствуют, прикорневые — мечевидные или линейно-ланцетные, плоские, жилкование параллельное, собраны в розетку, не превышают длиной половины стебля.
Цветки мелкие, собраны в многоцветковое цилиндрическое соцветие, реже одиночные. Околоцветник венчиковидный, с 6 широко раскрытыми долями, расположенными по 3 в два круга, не опадает при плодах. Тычинок 6 (9), прикреплены у основания листочков околоцветника; пыльники прикреплены основанием, обычно интрорзные, раскрываются двумя удлинёнными щелями. Завязь обычно трёхлопастная, с тремя свободными столбиками, реже яйцевидная, иногда с одним простым столбиком. Плод — коробочка.

## Роды
Семейство включает 4 рода и около 25 видов.
- Harperocallis McDaniel
- Pleea Michx. — Плеея
- Tofieldia Huds. typus — Тофилдия, или Тофильдия
- Triantha (Nutt.) Baker — Трианта